# Gammarus desperatus
Espèce
Statut de conservation UICN

 CR B1+2c : 
En danger critique
Le gammare Gammarus desperatus est une espèce de crustacés malacostracés amphipodes d'eau douce, de la famille des gammaridés récemment découverte dans le sud de l'Amérique du Nord.
C'est une espèce endémique des USA qui a été découverte très récemment au Nouveau-Mexique, dans le comté de Chaves (North Spring, Roswell), décrite pour la première fois par Cole du département de zoologie de l'université d'État de l'Arizona en 1981, et qui a été peu étudiée. Il pourrait avoir été initialement confondu avec Gammarus fasciatus décrit par Noel en 1954 d'où son nom commun d'amphipode de Noel (Noel's Amphipod) pour les anglophones qui le nomment aussi Bitter Lakes Amphipod.

## Description
Gammarus desperatus  est reconnaissable aux caractéristiques suivantes :

## Statut et menaces
Il figure en 2006 sur la liste rouge de l'UICN des espèces menacées.
La principale menace pour les espèces de gammares serait la contamination des eaux par des polluants et en particulier par des pesticides, d'autres toxiques ou d'éventuels perturbateurs endocriniens.